# Appelschnut
Appelschnut, mit bürgerlichem Namen Senta-Regina Möller-Ernst, (* 19. März 1897 in Hamburg; † 30. Oktober 1998 ebenda) war die Tochter des Dichters Otto Ernst.

## Leben und Wirken

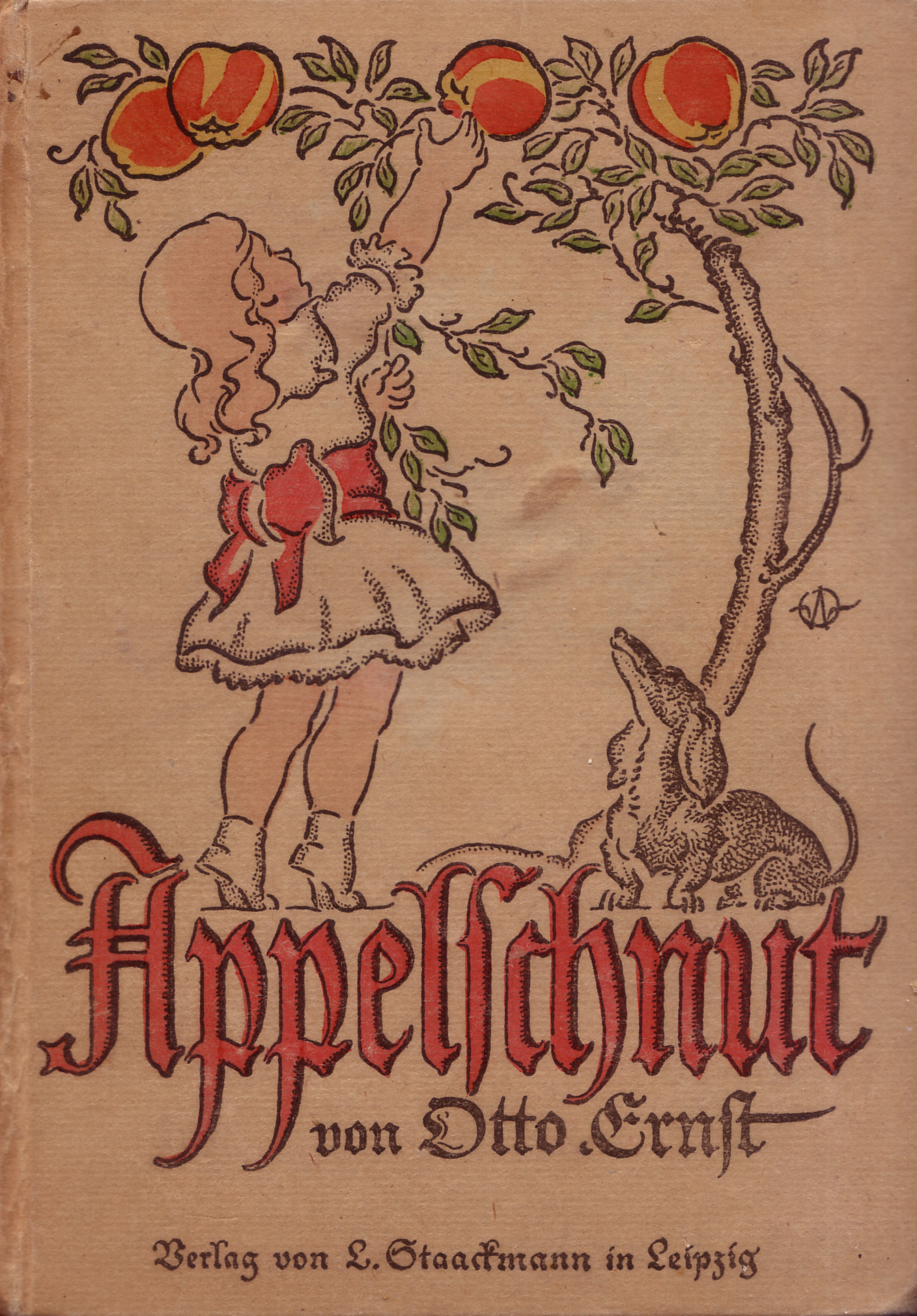
Titelbild der Erstausgabe von Appelschnut, Staackmann Leipzig 1907

Senta-Regina Möller-Ernst kam als jüngste von drei Töchtern Otto Ernsts in Hamburg zur Welt. Ihr Vater gab ihr den Kosenamen Appelschnut (Apfelmund). Ab 1907 beschrieb er die Kindheit seiner Tochter unter diesem Titel. Die gemütvollen und humoristischen Texte erschienen sowohl in mehrfacher Auflage sowie auch als Reprint.
Senta-Regina Möller-Ernst lebte im Haus ihrer Eltern in der Otto-Ernst-Straße in Groß Flottbek. Sie kümmerte sich zeitlebens um die Werke ihres Vaters. In ihrem Testament vermachte sie dem Christianeum die Bibliothek des Vaters mitsamt der Einrichtung im Jugendstil.